# Chontales

Chontales i Nicaragua

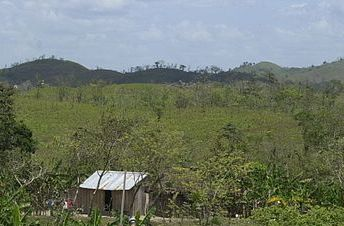
El Coral, Chontales

Chontales är ett departement i sydvästra Nicaragua precis intill Nicaraguasjön. Departementet täcker en yta på 6 378 km² och har år 2005, 182 000 invånare. Huvudstaden i departementet är Juigalpa. Vägen från Managua och Boaco till San Carlos och Costa Rica går igenom Chontales. Chontales är helt fritt från vulkaner även om det finns många sådana i departementen runt omkring. Chontales gränsar till Boaco, Región Autónoma de la Costa Caribe Sur och Río San Juan. Mitt emot, på andra sidan Nicaraguasjön ligger Granada och Rivas.

## Historia
När departemented Chontales bildades 1858 utsågs Acoyapa att vara dess första huvudstad. År 1865 flyttades huvudstaden till Juigalpa, men 1866 blev den återigen Acoyapa, för att 1877 flytta tillbaka till Juigalpa för alltid.

## Kommuner
Departementet har tio kommuner (municipios):
1. Acoyapa
2. Comalapa
3. El Coral
4. Juigalpa
5. La Libertad
6. San Francisco de Cuapa
7. San Pedro de Lóvago
8. Santo Domingo
9. Santo Tomás
10. Villa Sandino